# Брястово (Сливенська область)
Бря́стово (болг. Брястово) — село в Сливенській області Болгарії. Входить до складу общини Нова Загора.

## Населення
За даними перепису населення 2011 року у селі проживали 255 осіб.
Національний склад населення села:
| Національність   | Кількість осіб | Відсоток |
| ---------------- | -------------- | -------- |
| болгари          | 239            | 95,6 %   |
| цигани           | 8              | 3,2 %    |
| Всього відповіли | 250            |          |

Розподіл населення за віком у 2011 році:
Динаміка населення: